# IOF 32轉輪手槍
IOF .32轉輪手槍（又稱IOF 32轉輪手槍）是一款由印度軍械工廠組織（Ordnance Factories Organization）生產的6發容量轉輪手槍，設計目的是要滿足平民或執法人員在近距離防身的需求。它是一款中折式自動退殼的轉輪手槍，發射.32 S&W Long（7.65×23毫米）彈藥。該槍的設計是建基於發射.38 S&W彈的韋伯利Mk IV轉輪手槍，特別是新加坡警察部隊所使用，設有保險裝置的版本。IOF 32的口徑較小，以便於平民能在不違反印度法例下擁有該槍。
由於沒有來自其他私人公司的競爭，該槍的售價高達79,263印度盧比。

## 外部連結
- Indian 32-caliber IOR-Mk1 revolver（页面存档备份，存于）